# مارتيرانو
مارتيرانو (بالإيطالية: Martirano)‏ هي بلدية في مقاطعة كاتنزارو في إقليم كالابريا الإيطالي.

## السكان
في سنة 1861 بلغ عدد السكان 951 نسمة، وتطور العدد ليصل في سنة 2011 لـ 937 نسمة.
يظهر هذا المخطط البياني تطور النمو السكاني لـ مارتيرانو

## أعلام
- هنري السابع ملك ألمانيا